# Leonardo Ángel Biagini
Leonardo Biagini (Arroyo Seco, província de Santa Fe, Argentina, 13 d'abril de 1977) és un exfutbolista professional argentí, que ocupava plaça d'atacant.

## Trajectòria
Va començar la seua carrera al Newell's Old Boys el 1993, a la màxima divisió del seu país. Dos anys després, va formar part del combinat del seu país que va guanyar el Mundial Sub-20 a Qatar, la qual cosa va disparar la seua cotització i nombrosos clubs europeus es fixaren en ell.
Va signar per l'Atlètic de Madrid, on va aconseguir el mític doblet del 1996. Passà pel Mérida UD abans de recalar al RCD Mallorca, on va romandre fins a 1993 (excepte un breu parèntesi a Anglaterra) i va guanyar la Copa del Rei i la Supercopa per als illencs.
Abans de retornar al seu país, va militar en altres equips de la lliga espanyola, tant de Primera com de Segona Divisió. El 2007 guanyava la Copa Sudamerica amb l'Arsenal de Sarandí. Després es va retirar del futbol professional.